# Venerque
Venerque is een gemeente in het Franse departement Haute-Garonne (regio Occitanie). De plaats maakt deel uit van het arrondissement Muret. Venerque telde op 1 januari 2022 2.898 inwoners.

## Geografie
De oppervlakte van Venerque bedroeg op 1 januari 2022 14,57 vierkante kilometer; de bevolkingsdichtheid was toen 198,9 inwoners per km².

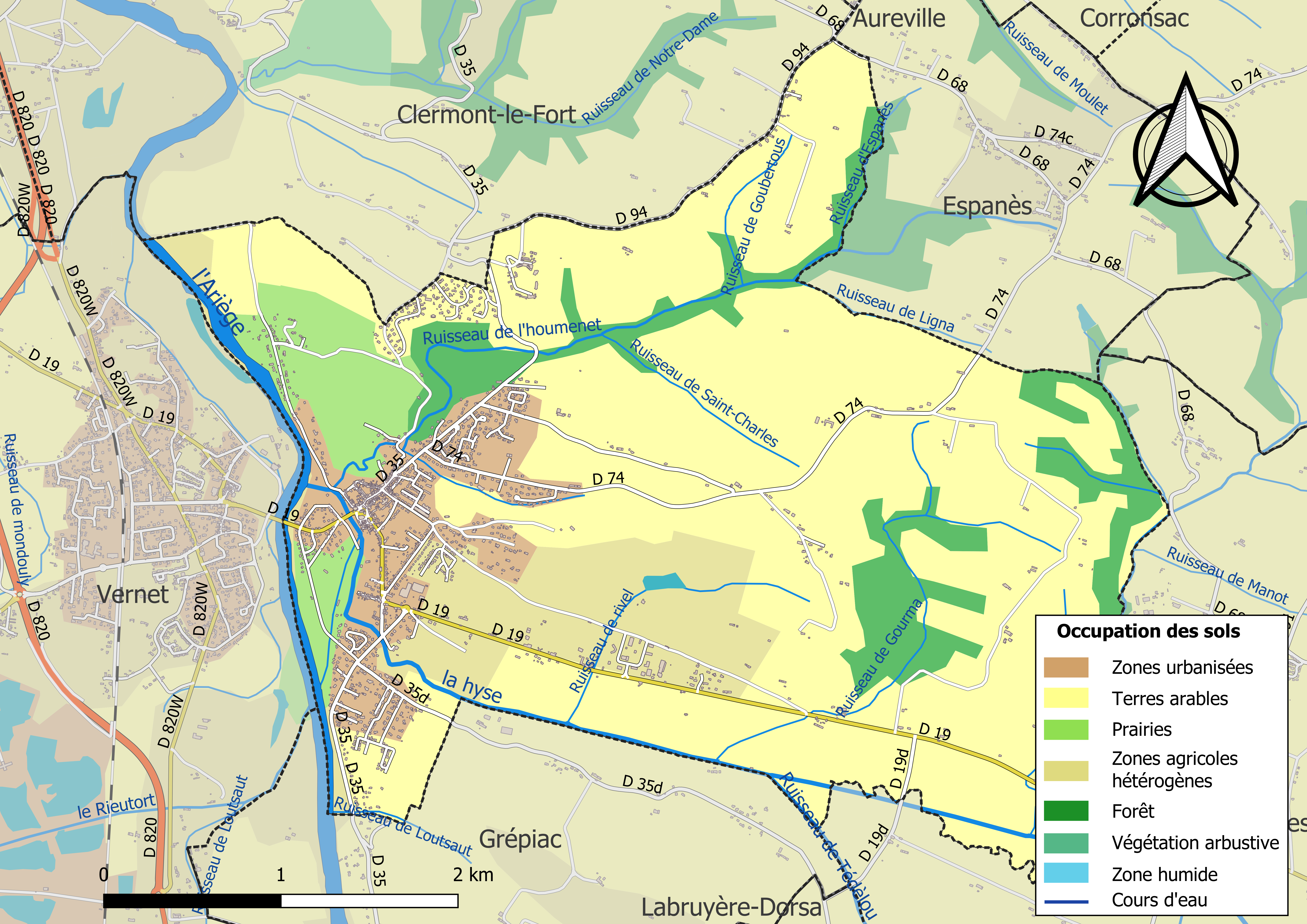
Kaart van de gemeente met belangrijkste infrastructuur, bodemgebruik en omliggende gemeenten

## Demografie
De figuur toont het verloop van het inwonertal (bron: INSEE-tellingen).